# 에노키안의 전설
에노키안의 전설은 중세 판타지 배경에 독자적인 세계관을 가진 모바일 게임이다. RPG와 퍼즐이 결합된 게임의 시초인 퍼즐앤 드래곤
의 카피 게임이다. 플레이어는 300개 이상의 봉인카드를 획득하고, 직접 레벨업과 진화를 시키며 원하는 소환수로 팀을 구성해 더욱 전략적인 전투를 할 수 있다. 2013년 1월 28일 홍콩시장에 처음 출시된 에노키안의 전설은 모바일 게임 개발사인 madhead에 의해 개발되어, 현재 현지시장에서 1, 2위를 다투고 있다. 2013년 3월 26일 중 국내 구글 플레이 스토어에 출시 예정이며, 애플 앱스토어에서의 런칭은 아직 확정되지 않은 상태이다. 원작은 영문판 "Tower of Saviors" (북미/중화권 시장 출시)와 중문판 "神魔之塔" (홍콩/중화권 시장 출시)이며, 안드로이드/iOS버전 모두 출시되었다. 안드로이드와 iOS로 구동되는 모든 기기를 지원한다. (iPad, 갤럭시탭, 노트, 넥서스7 등의 태블릿 모두 지원)
에노키안의 전설은 정해진 시간안에 '룬스톤'이라는 블록을 자유자재로 움직여 같은색의 '룬스톤'을 3개 이상 정렬해 용해시키는 퍼즐과 용해된 '룬스톤'의 힘을 받아 적을 공격하는 몬스터를 육성하는 방식으로 게임이 진행되어 퍼즐게임의 재미와 RPG의 육성의 재미를 모두 즐길 수 있다. 특히 다양한 플로어와 스테이지로 구성된 던전을 공략하는 전략 전투의 묘미와 300개 이상의 소환수를 이용해 나만의 팀을 만드는 독창성은 게임 플레이를 긴장감있게 끌어간다.

## 배경

### 배경 스토리
먼 옛날, 인간들은 신에게 닿기 위해 에노키안의 타워를 지었다. 인간의 기술력과 마법력이 집합된 이 건축물은 신과 인간의 공존을 염원하는 건축물이라 일컬어지며 인간계의 관심을 끌었다. 하지만, 타워가 모두 지어지자 기회를 노리고 있던 마계의 악마들은 타워를 이용해 신계를 침범하려 하였다. 타워를 지키려는 인간과 탈취하려는 악마, 그리고 신계를 지키려는 천사간의 피비린내나는 전쟁이 시작되었고, 결국 주신은 타워의 꼭대기를 파괴하며 그속의 대악마들을 함께 봉인시켜버렸다.
중간계에 재앙을 불러온 대전쟁이 끝나고 수천년이 지난 지금에도, 살아남은 악마들의 농간에 인간들은 신음하고 있다.
마지막 남은 희망은, 타워에 남은 마법력을 이용하여 타워의 봉인속 악마들을 처치하고, 신계에 다다라 도움을 청하는 일 뿐이다!

## 특징
3D 그래픽 게임
Unity를 이용한 3D프로그래밍을 기반으로 하여 3D그래픽을 제공한다. 던젼이나 카드, 스킬 효과 등에 3D가 적용되어있다. 하지만 3D라기보단 2.5D(스타크래프트와 같은, 2D물체와 3D배경이 합쳐진 경우)에 가깝다는 평가를 듣는다.
신화적 배경
에노키안의 전설에 등장하는 대부분의 소환수는 실제 신화와 전설들 속에 묘사된 신들과 괴수들의 모습에 기반에 상상력을 가미하여 탄생했다. 판타지 소설을 읽어본 사람이라면 한번쯤은 들어봤을 엘프, 드래곤, 샐러맨더, 노옴 등의 소환수부터 그리스 로마 신화, 켈트 신화, 북유럽 신화등 전 세계 각국의 신화와 전설, 혹은 판타지적인 요소들을 기반으로 제작된 캐릭터들이 등장한다.
협동 플레이
에노키안의 전설은 다른 유저들과 친구 관계를 맺고 협력 플레이를 즐길 수 있는 소셜 기능을 제공한다. 친구 등록은 게임 초기 ID로 부여된 7자리 숫자를 입력하거나, 동맹 선택 화면을 통해 모험가와의 협력 플레이를 통한 전투 후에 친구 요청을 발송할 수 있다. 친구가 아닌 상태의 유저를 칭하는 모험가와 친구 요청을 통해 친구 목록에 등록된 유저 둘 모두 협력플레이를 통해 ‘동맹’ 소환수로 사용할 수 있지만, 친구로 등록되어 있는 소환수는 리더스킬을 사용할 수 있게 됨으로써 더욱 효과적이고 유리하게 전투를 이끌수 있다.협력플레이를 통해 ‘명성’점수를 얻을 수 있는데, 모험가를 통한 협력플레이로는 5점을, 친구와의 협력 플레이로는그 두배인 10점을 획득할 수 있다. 협력플레이를 통해 모은 명성점수를 일정수치 이상 모으면 명성 봉인카드로 교환해 소환수를 획득할 수 있다.
전략적 전투와 육성
에노키안의 전설 에서의 전투는 던전 특성에 맞춰 유저가 직접 소환수를 바꿔가며 팀을 편성할 수 있다. 각각의 소환수는 불, 물, 땅, 빛, 어둠 중 한가지 속성을 띄고있으며, 속성 뿐만 아니라 각기 다른 액티브 스킬과 리더 스킬을 보유해 다양한 팀편성으로 더욱 효과적인 전투를 진행할 수 있다. 각 던전의 특성에 따라 적 소환수의 속성도 결정되기 때문에, 속성별 상성에 맞게 팀편성을 하느냐에 던전 공략의 승패를 좌우한다. 던전의 속성이 중요시 되는 노멀 던전뿐만 아니라, 희귀한 봉인카드를 획득할 수 있는 스페셜 던전에서도 특성에 따라 다양한 소환수의 조합으로 팀을 구성하면 더욱 손쉽게 던전을 공략할 수 있다. 던전을 클리어 하거나 명성 포인트, 혹은 다이아몬드로 교환해 획득할 수 있는 봉인카드로 더욱 강력하고 멋진 소환수를 이용해 팀을 구성할 수 있다. 각 소환수는 레벨업과 진화를 통해 더욱 강력하게 만들 수 있다. 불필요한 소환수 또는 레벨업 재료로 지정된 소환수들을 제물로 사용해 원하는 소환수를 강화 시킬 수 있으며, 정해진 진화제물을 모두 모아 소환수를 더욱 강력하고 멋진 상위소환수로 진화 시킬 수 있다. 진화 가능 횟수는 보통 1~3회이다.

## 소환수
소환수에는 불, 물, 땅, 빛, 어둠이 있다.

## 던전

### 에노키안 타워
에노키안의 전설의 배경이야기 속에 등장하는 탑이다. 성경에 등장하는 바벨 타워에서 모티브를 가져온 건축물은, 고대 인간들이 에녹어를 기반으로한 마법력을 이용해 지은 타워이며, 신계에 다다르기 위해 지어졌다고 한다. 하지만 신마전쟁의 후반에 주신이 악마들을 봉인하기 위해 타워를 파괴하면서, 인간들의 접근이 금지되었다. 에노키안 타워속에는 총 5개의 봉인이 존재하며, 각 봉인마다 강력한 마수들이 잠들어있다.

### 스카디의 빙산
스카디는 북유럽 신화에 등장하는 사냥과 스키의 여신이다. 뇨르드와 결혼하여 살았다고 전해진다. 워크래프트3속의 각종 게임에 등장하는 빙계 아이템의 이름으로 유저들에게 친숙하다. 스카디의 빙산은 스카디의 신화속 속성을 반영한 에노키안의 전설속 맵중 하나이다. 5대원소 중 물 속성을 가진 소환수들이 등장한다. 스카디의 빙산은 총 5개의 스테이지로 구성되며, 그 구성은 아래와 같다.
물의 탑
심해의 궁전
극지의 엘프마을
해저의 복병전
심연의 공포

### 불카노스의 화산
불카노스의 화산은 화산을 뜻하는 영문, Volcano에서 모티브를 가져온 에노키안의 전설속 맵중 하나이다. 5대원소 중 불 속성을 가진 소환수들이 등장한다. 불카노스의 화산은 총 5개의 스테이지로 구성되며, 그 구성은 아래와 같다.
불의 탑
화염의 잔치
화산의 엘프마을
작열하는 금속
피로물든 산맥

### 알펜하임의 숲
알펜하임의 숲은 켈트 신화 속 엘프들의 성지로 일컬어 지는 숲을 모티브로 한 에노키안의 전설속 맵이다. 5대원소 중 땅 속성을 가진 소환수들이 등장한다. 알펜하임의 숲은 총 5개의 스테이지로 구성되며, 그 구성은 아래와 같다.
땅의 탑
에덴의 귀객
심산의 엘프마을
황야의 괴석
전쟁의 흉터

### 발할라의 궁전
발할라의 궁전은 북유럽 신화 속의 이상향을 모티브로 한 에노키안의 전설 속 맵이다. 전장에서 쓰러진 영웅들의 영혼이 발키리에 의해 거두어져 이곳 발할라의 궁전으로 옮겨지며, 라그나뢰크를 준비하게 된다고 한다. 북유럽 신화 속에서 전사들의 천국으로 인식된다. 5대원소 중 빛 속성을 가진 소환수들이 등장한다. 5개의 스테이지로 구성되며, 그 구성은 아래와 같다.
빛의 탑
천상의 궁전
백야의 엘프마을
천사의 안내
주신의 선물

### 루시퍼의 심연
루시퍼의 심연은 성경속에 등장하는 타락한 천사, 루시퍼를 모티브로한 에노키안의 전설속 맵이다. 5대원소 중 어둠 속성을 가진 소환수들이 등장한다. 5개의 스테이지로 구성되며, 그 구성은 아래와 같다.
어둠의 탑
마왕의 연회
어둠속 엘프마을
몽마의 농간
악마의 표식

### 고대 거신의 유물
주신에 의해 파괴된 에노키안 타워의 잔해중의 하나로, 신마전쟁에 휩쓸렸던 고대 거신들의 유물이 남아있는 던전이다. 특별 전투, 긴급 전투, 끝없는 미로 등의 이벤트성 전투가 이루어지는 곳이다. 각종 원소 속성을 가진 소환수들이 등장하며, 주로 소환수 레벨업 및 진화에 쓰이는 재료들, 그리고 많은 코인이 지급된다.

## 같이 보기
- 퍼즐앤 드래곤
- 확산성 밀리언아서
- 역전 삼국지